# چه ریم
پارک چه-ریم (کره‌ای: 박채림؛ متولد ۲۸ مارس ۱۹۷۹)، با نام هنری چه ریم، بازیگر کره جنوبی است.

## حرفه
چه ریم در سال ۱۹۹۴ در نقش خانم هائیتی شناخته شد.

## زندگی شخصی
چه ریم در ۲۴ مه ۲۰۰۳ با خواننده لی سئونگ هوان ازدواج کرد و در تاریخ ۳۱ مارس ۲۰۰۶، خبر طلاق این زوج منتشر شد. گائو و چه ریم در ۱۴ اکتبر ۲۰۱۴ در چین ازدواج کردند.